# Арабану
Арабану (енгл. Arabanoo) (1758 — Сиднеј, 18. мај 1789) био је аустралијски староседелац, припадник народа Јура, познат по томе што су га припадници Прве флоте отели приликом оснивања кажњеничке колоније 1788. године у ували код данашњег града Сиднеја. Отмица је имала за циљ да Арабану буде обучен за успостављање комуникације локалног становништва са колонизаторима из Велике Британије.

## Особине
Арабану је ухваћен 31. децембра 1788. године у припремљеној заседи од стране досељеника. Приликом заробљавања имао око 30 година, према сведочењу Ваткина Тенча, британског поморског официра који је учествовао у отмици. Био је низак растом, али робусне грађе, са изразито црвеном брадом и косом. Арабану је имао тамнију пут, али светлију него људи са простора подсахарске Африке. Првобитно су га назвали Менли, према заливу у којем је ухваћен, али су временом схватили да је његово право име Арабану.

## Живот у заробљеништву
Главни циљ на почетку био је успоставити комуникацију, то јест пронаћи „заједнички језик”. Арабану је време проводио у колиби, везан ланцима како не би побегао. Досељеници нису са сигурношћу успели да утврде којој групи је припадао Арабану, осим да је припадник народа Јура. У почетку је неколико пут покушао да побегне, а последњи покушај био је на доку, када је ускочио у море и безуспешно је покушао да зарони, јер га је одећа у томе спречила. Након последњег неуспешног покушаја бекства више није пружао отпор, а према сведочењу Вилијама Бредлија, једног од поморских официра, Арабану је временом постао миран, прихвативши начин живота у дому гувернера Артура Филипа. Ослобођен је окова и ланаца у априлу 1789. године. Време је проводио делећи храну са женама и децом у свом новом дому.

## Смрт
У априлу месецу у и око Сиднеја избила је епидемија малих богиња која је била смртоносна за локално становништво. Арабану је изузетно тешко поднео несрећу у којој су његови сународници изгубили живот. Помагао је у сахрањивању, али и лечењу преживелих, али је убрзо у мају месецу и сам заражен. Након осам дана, умро је 18. маја 1789. године, а сахрањен је у гувернеровој башти, на месту где се данас налази Сиркулар кеј, лука у Сиднеју.